# Mange
Mange é uma cidade da Serra Leoa.